# Grotta delle Camerelle di Pianura
La grotta delle Camerelle di Pianura è una grotta carsica situata in Campania, nelle vicinanze di Avella, ed è fra le più importanti della zona dal punto di vista speleologico.

## Localizzazione
Si apre alla quota di 900 metri sul fianco orientale del vallone di S. Egidio, in prossimità della fontana di Pianura, sviluppandosi per quasi 150 metri nelle direzioni associate S-N e 0-E. Superato il salto iniziale di quasi 5 metri, si accede a una serie di grossi ambienti, in cui, fin dall'inizio, sono ben visibili imponenti formazioni colonnari, particolarmente accentuate nella seconda sala.
Dalla parete meridionale del tratto 0-E si accede a un ramo inferiore, anch'esso abbastanza ampio e riccamente concrezionato. La morfologia depone a favore di una origine dovuta a una serie di crolli in cavità già allargate dall'azione chimica delle acque. Nel tratto intermedio sono chiaramente individuabili due livelli diversi, residui di due cavità sovrapposte, riuniti per azione di crollo della volta della cavità inferiore.